# Qusqu-Qullaw
Als Qusqu-Qullaw (spanisch Cusco-Collao oder Cuzco-Collao, in Peru seit 2013 offiziell Qullaw qichwa, auch Qullaw qhichwa, in Bolivien Qhichwa) werden die im Gebiet der peruanischen Departamentos Cusco (Quechua: Qusqu), Puno, Arequipa, einem Teil von Apurímac sowie in Bolivien gesprochenen Quechua-Varietäten bezeichnet, die neben einfachen (p, t, k, q, ch) auch ejektive und aspirierte Plosive aufweisen (sog. Quechua cusqueño und Quechua boliviano). Mit dem Chanka-Quechua bilden sie den Makrolekt bzw. die Sprache Südliches Quechua. Der Name Qullaw ist die Quechua-Bezeichnung für die Hochebene des Titicaca-Sees (Altiplano), die von der Volksbezeichnung Qulla herrührt.

## Merkmale und Klassifikation
Qusqu-Qullaw, das nach Torero zum Quechua II c gehört, ist mit ca. 4 Millionen Sprechern die am meisten gesprochene Dialektgruppe des Quechua. Wichtigste Besonderheit sind die aus der Aymara-Sprache entlehnten ejektiven und aspirierten Plosive, die in keiner anderen Quechua-Varietät vorkommen:
| einfach | ejektiv | aspiriert |
| ------- | ------- | --------- |
| p       | p′      | ph        |
| t       | t′      | th        |
| tʃ      | tʃ′     | tʃh       |
| k       | k′      | kh        |
| q       | q′      | qh        |

Im amtlichen Quechua-Alphabet werden diese Laute folgendermaßen wiedergegeben:
| einfach | ejektiv | aspiriert |
| ------- | ------- | --------- |
| p       | p'      | ph        |
| t       | t'      | th        |
| ch      | ch'     | chh       |
| k       | k'      | kh        |
| q       | q'      | qh        |

Kennzeichnend für die Mundarten des Qusqu-Qullaw ist zudem die Frikativierung der Plosive am Silbenende: [p] wird zu [f] oder [h], [⁠tʃ⁠] zu [⁠ʃ⁠] oder [s], [t] zu [s], [k] zu [h] und [q] zu [x] oder [h]. Des Weiteren wird [m] am Silbenende zu [n].
Die Dialekte Südboliviens (von SIL International als eigene Sprache angesehen) haben sehr viele Elemente aus dem Spanischen übernommen (z. B.: Plural mit -s statt -kuna, Diminutiv mit -(s)itu/-(s)ita statt -cha).
Im Qusqu-Qullaw gibt es neben den im Quechua üblichen Konstruktionen mit -pti- und -spa auch Konditionalsätze, die mit dem Wort chayqa abgeschlossen werden. Des Weiteren gibt es – anders als in anderen lokalen Quechua-Varianten – insbesondere im südbolivianischen Quechua zur Bildung von Nebensätzen eine Reihe von Konjunktionen und Relativpronomen, welche durch das Anhängen von -chus an Fragewörter gebildet werden.
Das Quechua Qusqu-Qullaw steht trotz dieser Besonderheiten den Varianten Chanka (Ayacuchano, in Ayacucho und Huancavelica) sowie Argentiniens so nahe, dass Verständigung untereinander gut möglich ist. Diese Verwandtschaft bildet die Grundlage für die gemeinsame Schriftsprache "Südliches Quechua". In der Schriftsprache werden die ursprünglichen Quechua-Merkmale verwendet.

## Geschichte
Das Quechua ist in die Region von Cuzco und das heutige Bolivien wahrscheinlich erst relativ spät vorgedrungen – teilweise womöglich erst in der Inkazeit –, wofür auch die relative Uniformität des Sprachgebiets im Vergleich zu Zentralperu spricht. Vermutlich durch den intensiven Kontakt mit dem Aymara nahm es die ejektiven und aspirierten Plosive in seinen Lautbestand auf. Während die auch in der frühen Kolonialzeit wichtige Lengua general der Inkas eher dem Chanka-Quechua ähnelte und auch Elemente des Chinchay (Kichwa) beinhaltete, entwickelte sich im Laufe der Kolonialzeit das Cusco-Quechua, die im einstigen Zentrum des Inkareichs gesprochene Mundart, zum Prestigedialekt. So weisen die in der späteren Kolonialzeit entstandenen Werke der Quechua-Literatur bereits ejektive und aspirierte Plosive, aber noch keine Frikativierung auf. Diese ist erst in späteren Texten festzustellen, so auch in der ersten Übersetzung der vier Evangelien ins Cusco-Quechua (1901–1904) durch Clorinda Matto oder in den seit Mitte des 20. Jahrhunderts produzierten sprachpuristischen Dramen und Gedichten aus dem Umkreis der Academia de la Lengua Quechua (AMLQ) in Cusco. An diesem Soziolekt von Cusco orientiert sich beispielsweise auch das vom bolivianischen Schriftsteller Jesús Lara veröffentlichte und wahrscheinlich auch selbst verfasste Drama Ataw Wallpaj Puchukayninpa Wankan, das aber auch Strukturen des bolivianischen Quechua enthält. Den regionalen, volkstümlichen Untervarianten des Qusqu-Qullaw ist durch Veröffentlichungen aus der mündlichen Tradition im Laufe des 20. Jahrhunderts stärker Geltung verschafft worden. Erste vollständige Übersetzungen des Neuen Testaments wie auch der ganzen Bibel in eine Quechua-Variante überhaupt erschienen im südbolivianischen Quechua (Neues Testament 1922, ganze Bibel 1986), jeweils noch vor dem Cusco-Quechua (Neues Testament 1947, ganze Bibel 1988). Beide Bibelübersetzungen wurden von Katholiken und Protestanten gemeinsam vorgenommen und sind in weiten Teilen des Sprachgebiets das einzige den quechuasprachigen Menschen verfügbare Buch auf Quechua. Eine Übersetzung des Neuen Testaments in die Mundart des östlichen Apurimac durch die Wycliff-Übersetzer gibt es seit 2013 und eine katholische Übersetzung der vier Evangelien ins Puno-Quechua seit 2007.
1975 wurde das Qusqu-Qullaw als eine von sechs Varianten von der Regierung unter Juan Velasco Alvarado anerkannt und gehörte zu den ersten Varianten, in denen – noch auf experimenteller Basis – interkulturelle zweisprachige Erziehung (IZE) durchgeführt wurde, so in den 1980er Jahren im Departamento Puno. Obwohl es mit dem Südlichen Quechua einen gemeinsamen Standard mit dem Chanka gibt, werden die beiden Regionalvarianten als Qullaw qichwa und Chanka qichwa in der IZE in Peru weiterhin eigenständig geführt. Die meisten in der IZE verwendeten Texte des Qullaw qichwa folgen aber in der Praxis dem Standard des Südlichen Quechua, so wie dies auch in Bolivien der Fall ist.

## Heutige soziolinguistische Situation
Das Qullaw-Quechua gilt als eine der vitalsten Varianten des Quechua in Peru und weist noch ein recht zusammenhängendes Sprachgebiet auf. Während bei der Volkszählung 2017 in Apurímac 70 % Quechua als Erstsprache angaben und der Anteil auch in den quechuasprachigen Teilen von Puno (ähnlich wie beim dortigen Aymara) hoch ist, waren es aber im Departamento Cusco nur noch wenig mehr als die Hälfte der Bevölkerung. In den Dorfgemeinschaften (Ayllus, Comunidades campesinas) wird nach Angaben der Direktion für interkulturelle zweisprachige Erziehung von allen Generationen Quechua gesprochen, so dass hier die Sprache – ähnlich wie in den entsprechenden ländlichen Regionen Boliviens – als vital eingestuft wird. Differenzierter ist die Situation in den Distrikthauptstädten, wo etwa für die Region Cusco das Quechua als bedroht angesehen wird, da viele Kinder es nicht mehr lernen. Noch mehr gilt dies für die Provinzhauptstädte. Auch im Departamento Puno wird das Quechua in den meisten Provinzhauptstädten als bedroht eingestuft, weil wenige Kinder es dort lernen, bis auf Azángaro, wo es von allen Generationen gesprochen wird.
Der Anteil der Schulen mit interkultureller zweisprachiger Erziehung ist in Cusco mit wenig mehr als 50 % deutlich geringer als in Ayacucho und Apurímac, wo etwa 70 % der Schulen abgedeckt werden. Mit der Implementierung des Sprachengesetzes (Ley 29735) verwenden 2013 im Departamento Cusco 2311 Schulen Quechua als Erst- und 421 als Zweitsprache, in Puno 1504 Schulen Quechua als Erst- und 344 als Zweitsprache, in Arequipa 156 Schulen Quechua als Erst- und 232 als Zweitsprache, in Moquegua 51 Schulen Quechua als Erst- und 51 als Zweitsprache, in Madre de Dios (in Iberia, Provinz Tahuamanu) 6 Schulen Qullaw-Quechua als Erstsprache, in Apurímac – wo aber neben Qusqu-Qullaw auch Chanka verwendet wird – 1835 Schulen Quechua als Erst- und 143 als Zweitsprache. In der Stadt Cusco ist die Versorgung mit IZE eher gering (Provinz Cusco: 65 Schulen, alle mit Quechua als Erstsprache, davon im Distrikt Cusco nur 6). Während übergangsweise das von der AMLQ propagierte 5-Vokal-Rechtschreibsystem in Cusco noch weithin auf experimenteller Basis verwendet wurde (RD Nº 155-2007), ist seit 2013 das 3-Vokal-System des Qusqu-Qullaw vorgeschrieben (RD Nº 282-2013-ED als Bestätigung von RM Nº 1218–1985-ED).
Qusqu-Qullaw ist noch vor dem Chanka die Variante des Quechua in Peru, in welche die meisten Gesetzestexte oder sonstigen offiziellen Texte übersetzt worden sind. Dabei konkurrieren bisher noch die von der AMLQ propagierte Rechtschreibung mit fünf Vokalen mit derjenigen mit drei Vokalen – je nach Übersetzer. Auch ins einheitliche Südliche Quechua oder Chanka-Qullaw sind offizielle Texte übersetzt worden. De facto entsprechen aber auch die meisten oder zumindest viele der heute auf Qusqu-Qullaw bzw. Qullaw qichwa verfassten Texte diesem Standard.

### Offizielle Unterrichtsmaterialien in Peru
- Sumaq kawsay – Kuskalla yachasunchik (Lesen, Schreiben). Band  1 (PDF) 2 (PDF) 3 (PDF) 4 (PDF) 5 (PDF) 6 (PDF)
- Yupana – Kuskalla yachasunchik (Rechnen). Band  1 (PDF) 2 (PDF) 3 (PDF) 4.